# Hypobibazon-Klasse
Als Hypobibazon-Klasse (englisch Hypobibazon class) wird eine kleine Klasse attisch-schwarzfiguriger Bauchamphoren bezeichnet. Die Vasen der Klasse werden in die Zeit um 520–510 v. Chr. datiert.
Die Hypobibazon-Klasse bekam ihren Namen von John D. Beazley nach dem Bild auf einer Vase aus dem Kerameikos in Athen, die einen Krieger zeigt, der auf ein Pferd aufsteigt. Die Klasse besteht aus Bauchamphoren, die eine ältere Form mit gerundeten Füßen und Henkeln moderner gestaltet; eine zu dieser Zeit eher schon seltene Vasenform. Typisch für die Gruppe sind Schlüsselmäander über den Bildfeldern. Die Bildfelder sind mit nur wenigen Figuren gefüllt, die dadurch besonders auffällig sind. Es werden Motive außerhalb des Mythos gezeigt, darunter beispielsweise ein Fischer zwischen einem Hund und einem kauernden Knaben, Männer, die Gefäße tragen, und ein Mann mit einer Schale auf einem Pferd, begleitet von einer Flöte spielenden Frau.